# New York-New York Hotel & Casino
Das New York-New York Hotel & Casino ist ein Vier-Sterne-Hotel und Casino in Paradise im Stil der Skyline von New York City. Zu den Bauelementen gehören Nachbildungen der Freiheitsstatue, des Empire State Buildings und des Chrysler Buildings. Hotel und Casino wurden am 3. Januar 1997 eröffnet.
Das Hotel liegt gegenüber dem MGM Grand Hotel an der Ecke Tropicana Avenue und Las Vegas Boulevard. Es bietet auf 48 Etagen 2024 Zimmer, ein Casino, sechs Restaurants sowie eine Shopping-Mall. Um das Hotel herum fährt die Achterbahn Big Apple Coaster. 